# Eddie Calvo

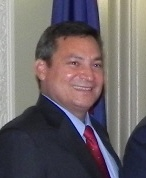
Eddie Calvo

Eddie Jerome Baza Calvo, född 29 augusti 1961 i Tamuning, är en guamsk politiker (republikan). Han var Guams guvernör mellan 2011 och 2019.
Fadern Paul McDonald Calvo var Guams guvernör 1979–1983. Eddie Calvo studerade företagsekonomi vid Notre Dame de Namur University i Kalifornien och var sedan verksam som affärsman.
Calvo efterträdde 2011 Felix Camacho i guvernörsämbetet.